# Meliphaga orientalis
Meliphaga orientalis là một loài chim trong họ Meliphagidae.